# Des glaneuses

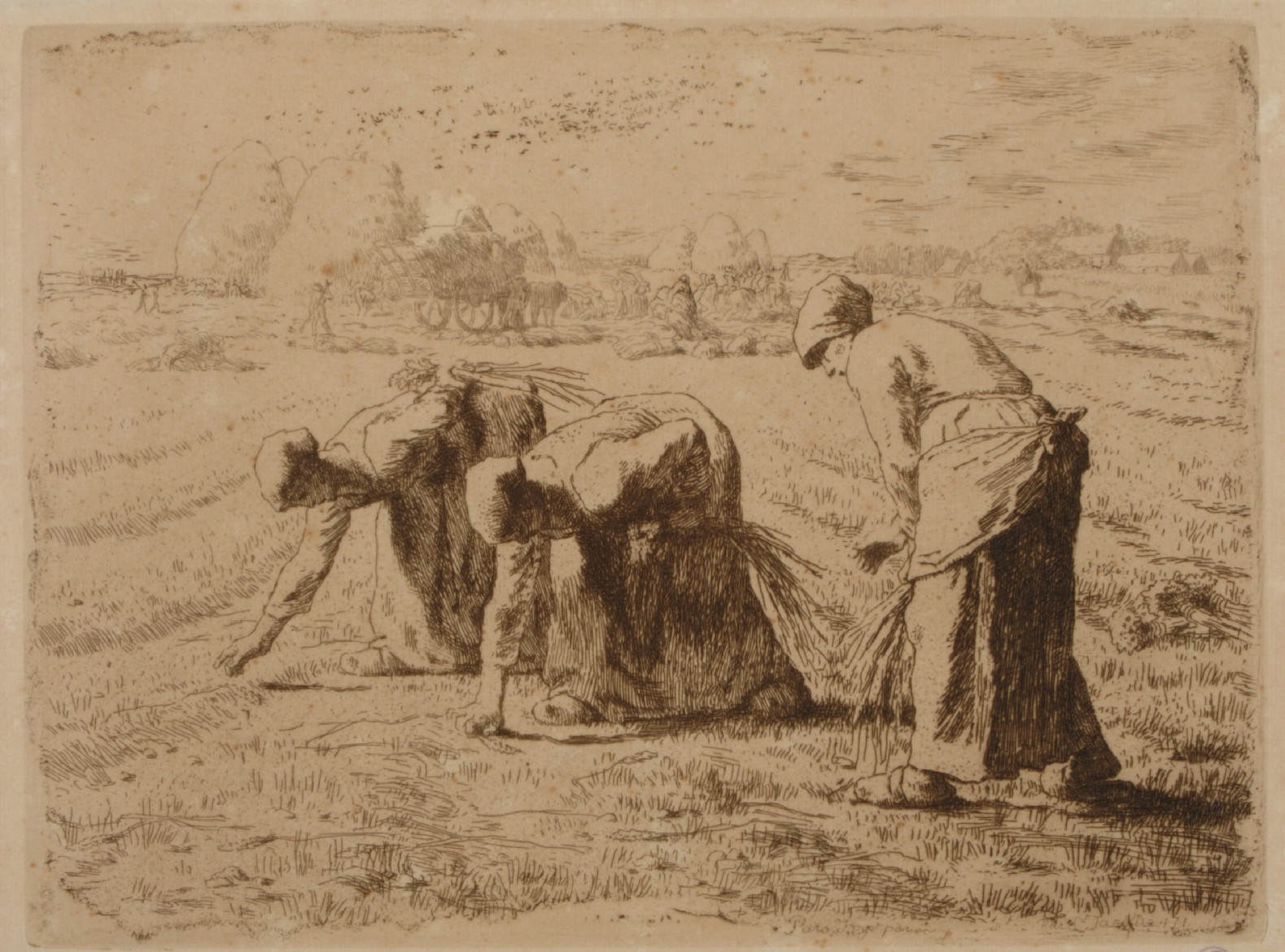
Jean-François Millet, Des glaneuses (eau-forte), après 1857.

Des glaneuses (souvent nommé Les Glaneuses) est une peinture à l'huile sur toile de Jean-François Millet, réalisée en 1857, présentée la même année au « Salon » et conservée à Paris au musée d'Orsay.

## Description
Dans une apparente richesse de la récolte de blé chargée sur les charrettes en arrière-plan par le maître et les gens de ferme, Millet représente dans le ciel une nuée d'oiseaux, prêts eux aussi à picorer les grains oubliés, à l'instar des glaneuses présentes au premier plan. 
Le glanage est un sujet connu à cette époque. Balzac, dans Les Paysans, met en scène le régisseur du comte de Montcornet  qui conteste  le droit de glaner. Deux ans plus tard, Jules Breton prend le contre-pied de Millet dans Le Rappel des glaneuses (1859) (après Les Glaneuses (1854)).
Comme pour son tableau Moissonneurs (1852), Millet a pu, en observant les paysannes de Chailly, se souvenir d'un passage de la Bible, mettant en scène Boaz et Ruth, le premier autorisant la seconde à glaner dans son champ, puis à partager le repas des travailleurs. 
Ce tableau s'inscrit dans une série de peintures de Millet illustrant la vie paysanne.

## Acquisition du tableau
Acheté dans un premier temps pour 2 000 francs par M. Binder, de L'Isle-Adam, sur les conseils de Jules Dupré, Des Glaneuses est dans un deuxième temps acquise par Mme Pommery en 1890 pour 300 000 francs. En réalisant cette acquisition, le but de cette dernière est de faire entrer la toile au sein des collections du musée du Louvre et plus largement, faire un don à l'État français. Cette acquisition a pu se réaliser grâce à Louis Guyotin, membre du jury des Amis des Arts de Reims et intermédiaire entre le marché parisien et la haute bourgeoisie rémoise dont madame Pommery et Henry Vasnier faisaient partie tous deux. 
Le 3 octobre 1889, Louis Guyotin transmit une lettre de madame Pommery stipulant qu'à défaut de ne pas avoir réussi à acheter L'Angélus de Millet pour ensuite en faire don au musée du Louvre, elle réussit à acquérir Les Glaneuses du même artiste. Les Américains avaient pourtant constitué un dossier pour également obtenir ce tableau de Millet. Mais grâce à la rapidité de Guyotin et à l'intention patriotique de madame Pommery, Ferdinand Raphaël Bischoffsheim donna sa préférence à la Rémoise quant à l'achat du tableau. L'acte de donation sous réserve d'usufruit est acceptée le 30 janvier 1890 par le Comité des conservateurs et le décret est pris le 15 mars 1890.  
Le tableau est exposé au musée du Louvre dans la salle des États le 8 mai 1890 avant d'être affecté au musée d'Orsay en 1986.

## Critiques de 1857
Pour les critiques de droite, ces femmes sont le symbole d'une révolution populaire menaçante, quand les journaux de gauche y voient le peuple rural appauvri par le Second Empire. 

« Ses trois glaneuses ont des prétentions gigantesques : elles posent comme les trois Parques du paupérisme. Ce sont des épouvantails de haillons plantés dans un champ, et, comme les épouvantails, elles n'ont pas de visage : une coiffe de bure leur en tient lieu. M. Millet paraît croire que l'indigence de l'exécution convient aux peintures de la pauvreté : sa laideur est sans accent, sa grossièreté sans relief. Une teinte de cendre enveloppe les figures et le paysage ; le ciel est du même ton que le jupon des glaneuses ; il a l'aspect d'une grande loque tendue. Ces pauvresses ne me touchent pas ; elles ont trop d'orgueil, elles trahissent trop visiblement la prétention de descendre des sibylles de Michel-Ange et de porter plus superbement leurs guenilles que les moissonneuses du Poussin ne portent leurs draperies. Sous prétexte qu'elles sont des symboles, elles se dispensent de couleur et de modelé. Ce n'est pas ainsi que je comprends les représentations de la misère, « chose sacrée », dit le poète latin, — sacrée et naïve. L'art doit la peindre sans emphase, avec émotion et simplicité. Il me déplaît de voir Ruth et Noémi arpenter, comme les planches d'un théâtre, le champ de Booz. »

— Paul de Saint-Victor

« Millet peint avec une austère simplicité des sujets simples. Quoiqu'il étudie la nature d'assez près pour savoir le fin du fin, il ne se laisse pas aller au péché mignon des observateurs subtils ; il échappe à la tentation de tout dire à la fois, et vous ne trouverez jamais chez lui cette multiplicité d'intentions, ce caquetage de détails qui fatigue dans les œuvres de M. Meissonier. Ses tableaux péchaient même par un excès de sobriété, et l'on pouvait croire que M. Millet, à force de réduire la nature à sa plus simple expression, se trouvait, comme un alchimiste imprudent, devant un creuset vide. Mais Les Glaneuses de 1857 se distinguent des œuvres précédentes par cette abondance dans la sobriété qui est la marque des talents achevés et la signature commune des maîtres. Le tableau vous attire de loin par un air de grandeur et de sérénité. Je dirai presque qu'il s'annonce comme une peinture religieuse. Tout est calme là-dedans, le dessin est sans tache et la couleur sans éclat. Le soleil d'août chauffe vigoureusement la toile, mais vous n'y surprendrez pas un de ces rayons capricieux qui s'ébattent dans les tableaux de M. Diaz comme des écoliers en vacances : le soleil de M. Millet est un astre sérieux qui mûrit les blés, qui fait suer les hommes, et qui ne perd pas le temps à badiner. Au fond de la toile, les moissonneurs bien nourris entassent les gerbes opulentes et la richesse du propriétaire. Sur le premier plan, trois glaneuses ramassent un à un les épis oubliés. Je ne crois pas cependant que M. Millet ait spéculé sur le contraste et voulu frapper les esprits par une antithèse déclamatoire. Il n'a pas suspendu aux épaules de ses paysannes ces haillons pathétiques que les Troyennes d'Euripide étalaient aux yeux des Achéens ; il ne leur a prêté ni les grimaces pitoyables de la pauvreté larmoyante ni les gestes menaçants de la misère envieuse : les trois femmes ne font appel ni à la charité ni à la haine : elles s'en vont, courbées sur les chaumes, et elles glanent leur pain miette à miette, comme elles grappilleront leur vin à l'automne, comme elles ramasseront leur bois en hiver, avec cette résignation active qui est la vertu des paysans. Elles ne sont ni fières ni honteuses ; si elles ont eu des malheurs, elles ne s'en vantent point ; si vous passiez près d'elles, elles ne se cacheraient pas la face ; elles empochent simplement et naturellement l'aumône du hasard qui leur est garantie par la loi. »

— Edmond About

« Élégantes Parisiennes, arrêtez-vous devant ce tableau, et comprenez, si vous pouvez, pourquoi il fut un temps où vos pères, vos maris et vos frères étaient si souvent éveillés à l’appel du tambour. Voilà les gueux de la campagne, vous pouvez voir ceux de la ville en sortant. »

— Léon Daléas[réf. souhaitée]

## Hommages
Le tableau a notamment été détourné par l'artiste de rue Banksy, qui a fait sortir le personnage de droite du cadre de la toile pour le représenter fumant une cigarette ; l'œuvre a été exposée en 2009 à Bristol au Bristol City Museum and Art Gallery,